# تالار

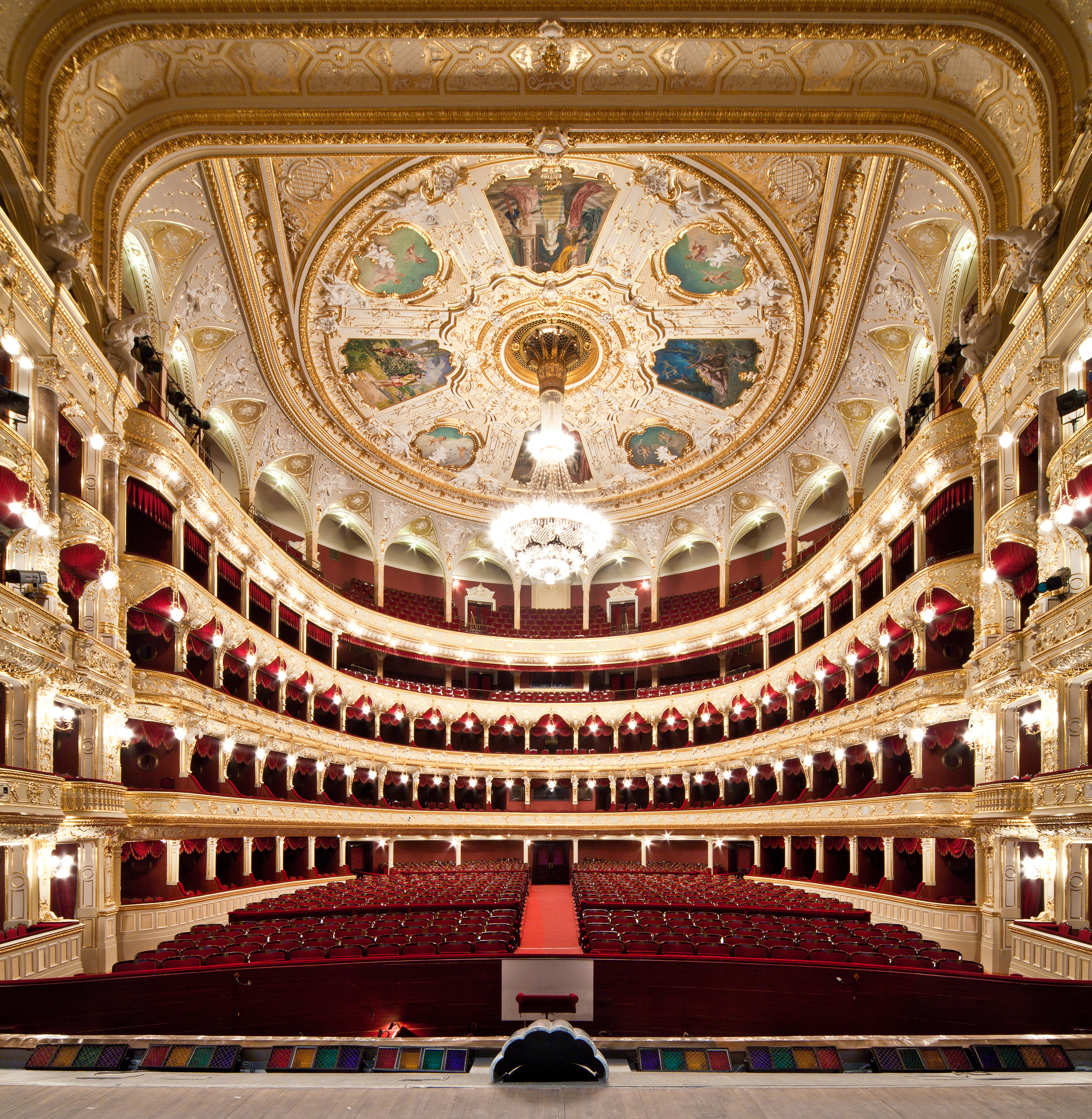
نگاره‌ای از سمت سن به سوی تالار اُپرا و تماشاخانهٔ باله در اودسا، اوکراین.

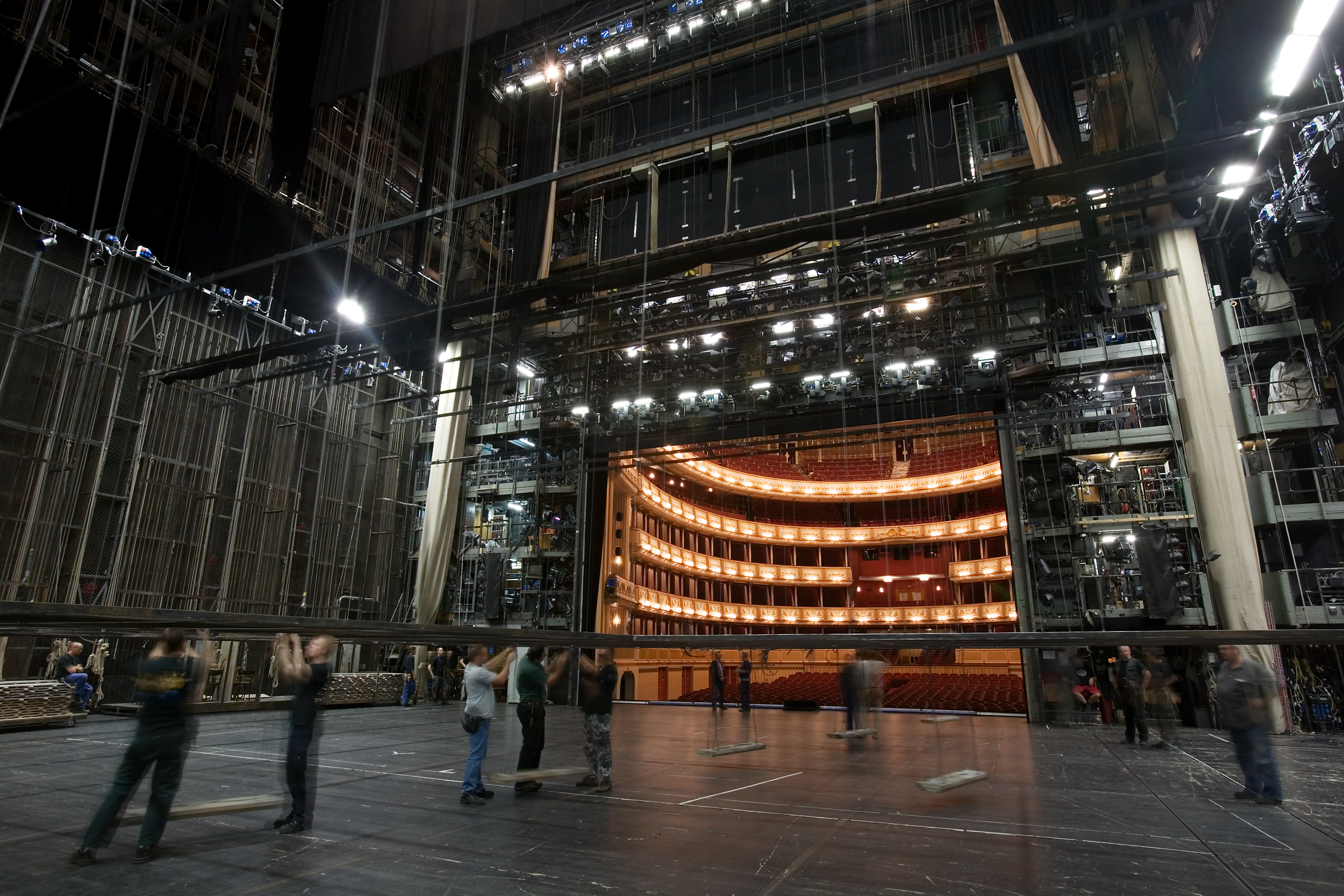
نمایی از فضا و تجهیزات پشت سن تالار اپرای وین.

تالار مکانی است برای اجتماع و جمع شدن افراد به دور هم و برای موضوع‌های خاص که معمولاً برای موضوع‌های از پیش تعیین‌شده انجام می‌شود. 
همانند: تالار تولد
- تالار بورس
- تالار عروسی
- تالار جشن
- تالار گفتگو